# Lambert Ehrlich
Lambert Ehrlich (Camporosso, 18 settembre 1878 – Lubiana, 26 maggio 1942) è stato un teologo ed etnologo sloveno.

## Biografia
Prete cattolico carinziano, nato a Camporosso, Lambert Ehrlich partecipò alla Conferenza di pace di Parigi (1919) e si batté per la costituzione di uno Stato sloveno indipendente. Oltre a insegnare teologia ed etnologia all'Università di Lubiana, fu un fervente attivista politico anticomunista: negli anni Trenta fondò il gruppo accademico Straža, d'ispirazione cattolica, che non mancava di ammirare i leader fascisti in chiave antimarxista nella rivista Straža v viharju.
Durante la seconda guerra mondiale venne accusato di tradimento per essersi opposto alle attività del Fronte di Liberazione del Popolo Sloveno, che aveva cominciato a eseguire rappresaglie nei confronti della popolazione civile a seguito dei presunti omicidi di alcuni suoi membri. Ehrlich venne assassinato nel 1942 a Lubiana dai servizi segreti sloveni (Varnostno-obveščevalna služba).
Tra le opere più note si citano La Carinthie (1919), presentata durante la Conferenza di pace a Parigi, e alcuni trattati sulle culture aborigene risalenti ai tempi degli studi all'Università di Oxford, come Origin of Australian Beliefs e Tribal Initiation and Secret Societies in Australia (entrambi del 1922). Tra le opere pubblicate in lingua tedesca si ricorda Ein angeblicher Kompromiss der katholisehen Kirche mit dem Neomalthusianismus (1917), una dissertazione sulla genitorialità pianificata. In merito alle scienze teologiche pubblicò Kantova kritika naših dokazov za bivanje božje ("Critica delle nostre prove dell'esistenza di Dio di Kant", 1910).